# Noor Pahlaví
La princesa Noor Pahlaví de Irán (en persa شاهدخت نور پهلوی; Washington D.C., 3 de abril de 1992) es una socialité, modelo y empresaria estadounidense. Es la hija mayor de Reza Pahlaví (II), Príncipe Heredero de Irán y Yasmine Etemad-Amini. Nacida en el exilio después de que su familia huyera debido a la revolución, fue el primer miembro de la familia inmediata de la dinastía Pahlavi que nació fuera de Irán.

## Primeros años y educación
Nació en el exilio el 3 de abril de 1992 en Washington D. C., hija de Reza Pahlavi, príncipe heredero de Irán y Yasmine Etemad-Amini. Su padre es el último heredero del desaparecido trono del Estado Imperial de Irán y actual jefe de la Casa de Pahlaví. Sus abuelos paternos, Mohammad Reza Pahlavi y Farah Diba, fueron el último emperador y emperatriz de Irán respectivamente. Ella tiene dos hermanas menores, la princesa Iman y la princesa Farah.  
Asistió a The Bullis School en Potomac, Maryland, graduándose en 2010. Se graduó de la Universidad de Georgetown en 2014 con una licenciatura en psicología.

## Carrera
Pahlavi trabaja como directora de recaudación de fondos y relaciones con inversores para una empresa de bienes raíces comerciales. Ha modelado para la marca de ropa MISA  y ha aparecido en Harper's Bazaar.  En junio de 2017 fue la chica de portada de Marie Claire Indonesia .
Actualmente trabaja en American Express.

## Media
La princesa Noor está presente en redes sociales, con más de 240,000 seguidores en su cuenta de Instagram.